# تايم كت
تايم كت (بالإنجليزية: Time Cut)‏ هو فيلم أمريكي من نوع خيال علمي ورعب صدر عام 2024، من إخراج هانا ماكفرسون، التي شاركت أيضًا في كتابة السيناريو مع مايكل كينيدي. يضم طاقم التمثيل ماديسون بيلي، أنطونيا جينتري، وغريفين غلوك. تدور القصة حول "لوسي"، مراهقة تسافر بالخطأ عبر الزمن إلى عام 2003، حيث تحاول إنقاذ أختها الكبرى من قاتل مقنع.

## القصة
في 16 أبريل 2003، في بلدة "سويتلي" الصغيرة بولاية مينيسوتا، تحضر الطالبة الثانوية "سمر فيلد" حفلة Spring Fling دون حماس، حيث قُتل أصدقاؤها المقربون "إيمي"، و"براين"، و"فال" مؤخرًا على يد قاتل متسلسل يُدعى The Sweetly Slasher. يحاول صديقها القديم "كوين" إعطاءها مظروفًا، لكنها تتجاهله، كما ترفض طلب حبيبها السابق "إيثان" للرقص. أثناء وجودها في الحمام الخلفي، يقتحم قاتل مقنع المكان ويحاول طعنها، فتفر باتجاه الحظيرة، حيث يقتلها هناك.
بعد 21 عامًا، تشعر الطالبة الثانوية والمخترعة الطموحة "لوسي فيلد" بأنها غير مرئية، إذ لا يزال والداها وسكان البلدة يعيشون في ظل مأساة مقتل "سمر". أصبحت وسط المدينة مهجورة، والناس لا يزالون يتحدثون عن الجرائم التي لم تُحل، بينما ترافق "لوسي" والديها إلى الضريح الصغير المقام تكريمًا للضحايا أمام الحظيرة.
عندما تلاحظ وميض ضوء قادمًا من حظيرة التبن القريبة، تعثر على آلة زمن وتسافر بالخطأ إلى عام 2003، قبل يومين من مقتل أختها. تشعر بالارتباك لرؤية البلدة مزدهرة، فتتوجه إلى مدرستها الثانوية لطلب المساعدة من معلمها "السيد فليمنغ". لكن "كوين"، أحد الطلاب المحليين، يسمع حديثها عن السفر عبر الزمن، ويحذرها من العبث به.
لاحقًا، عندما يتم اختيار "كوين" ليكون ضحية لمقلب تقليدي في المدرسة، تتدخل "لوسي" لإنقاذه، مما يثير استياءه في البداية. لكنها تكسب ثقته عندما تخبره بالحقيقة عن سفرها عبر الزمن، وتقنعه بمساعدتها في تشغيل آلة الزمن مجددًا.
عندما يذهب "كوين" إلى عمله في المركز التجاري، تطلب منه "لوسي" توصيلها إلى منزلها، مما يفاجئه لأنه لم يكن يعرف صلتها بـ"سمر". تدعي أنها هناك لمساعدتها في واجب الكيمياء، وتُفاجأ برؤية المنزل وعائلتها مختلفين تمامًا: البيت فوضوي، والداها أكثر مرحًا، و"سمر" ووالدتها تطبخان معًا يوميًا.
في هذه الأثناء، يقتل "سلاشر" كلاً من "فال" و"براين" في المركز التجاري، وتحاول "لوسي" التدخل، لكنها تتسبب بالخطأ في مقتل حارس أمن لم يكن من المفترض أن يموت.
تكتشف "سمر" الحقيقة في النهاية، فتقرر التعاون مع "لوسي" و"كوين" لإنقاذ "إيمي" من القاتل. تكتشف "لوسي" أن "كوين" كان واقعًا في حب "سمر"، حيث كان المظروف الذي حاول إعطاءه لها رسالة اعتراف بمشاعره. كما تدرك أن "سمر" مثلية، وأن الرسالة التي وجدتها في غرفتها كانت من "إيمي". تشجعها "لوسي" على تقبّل نفسها والاعتراف بحقيقتها علنًا.
بينما يسرق "لوسي" و"كوين" الوقود لتشغيل آلة الزمن، تحضر "سمر" الحفلة وتعترف أمام الجميع بحبها لـ"إيمي". لكن القاتل يهاجمها في الحظيرة، إلا أن "لوسي" و"كوين" ينقذانها في اللحظة الأخيرة.
يتضح أن القاتل هو "كوين" من المستقبل، قادمًا من خط زمني بديل، بعدما أصيب بالجنون نتيجة الرفض والتنمر الذي تعرض له. عاد عبر الزمن لينتقم من "سمر" وأصدقائها، مما أدى بشكل غير مباشر إلى ولادة "لوسي"، بسبب الفراغ الذي تركه موت "سمر" في حياة والديها.
تتمكن "لوسي" من نقل نفسها و"كوين" المستقبلي إلى عام 2024، حيث تقوم بصعقه بالكهرباء وطعنه حتى الموت.
عندما تكتشف "لوسي" أنها لم تعد موجودة في الخط الزمني الجديد والأفضل، تقرر العودة إلى عام 2003 لتعيش حياتها هناك مع "سمر" و"كوين". تحصل على تدريب في وكالة ناسا، مشابهًا لما حصلت عليه في خطها الزمني الأصلي، لكنها هذه المرة تمتلك نظرة أكثر تفاؤلًا للحياة.

## روابط خارجية
- تايم كت على موقع IMDb (الإنجليزية)
- تايم كت على موقع ميتاكريتيك (الإنجليزية)
- تايم كت على موقع روتن توميتوز (الإنجليزية)
- تايم كت على موقع نتفليكس (الإنجليزية)
- تايم كت على موقع ألو سيني (الفرنسية)
- تايم كت على موقع فيلمافينيتي (الإسبانية)
- تايم كت على موقع قاعدة بيانات الفيلم (الإنجليزية)
- تايم كت على موقع ليتربوكسد (الإنجليزية)